# Chetogena eurotae
Chetogena eurotae là một loài ruồi trong họ Tachinidae.